# それいけ!アンパンマン だだんだんとふたごの星
『それいけ!アンパンマン だだんだんとふたごの星』（それいけアンパンマン だだんだんとふたごのほし）は2009年（平成21年）7月4日公開の映画『それいけ!アンパンマン』シリーズ通算第21作。同時上映作品は『それいけ!アンパンマン ばいきんまんvsバイキンマン!?』。
全日本私立幼稚園連合会、社会福祉法人日本保育協会、社会福祉法人全国社会福祉協議会・全国保育協議会推薦作品。興行収入は約3.4億円を記録している。
監督にはTVシリーズ初期から絵コンテ・演出・作画監督・原画として参加し、劇場版でも多くの作品に原画や助監督などで携わってきた川越淳が起用された。前作『妖精リンリンのひみつ』に登場した氷の女王やすなおとこが登場したり、第13作『ゴミラの星』のヤーダ星や第11作『勇気の花がひらくとき』の鉄の星がデビルスターに滅ぼされるなど、過去の劇場版と関連する部分があり、ゴミラやこてつちゃん（『勇気の花がひらくとき』と同様藤井恒久が演じている）など過去の劇場版に登場したゲストキャラクターも登場する。

## あらすじ
双子の星の妖精、キララとキラリ。キララは流れ星を降らすことが大好きなお転婆な女の子で、キラリは星を見守る優しい女の子だった。
そんな2人はある日、喧嘩になった際に地上に落ちてしまう。キララは、湖のほとりに落ちた所をアンパンマンに助けられる。
その頃、バイキン城では、ドクター・ヒヤリがだだんだんに「心」を与えてパワーアップさせる実験を行っていた。心を組み込まれただだんだんは、みるみる巨大化し「ジャイアントだだんだん」に変身する。そこへ、謎の光が降り注ぎ、ジャイアントだだんだんを操る力を持った謎の黒い妖精、ギラリが現れる。
そんな中、キララとキラリがいなくなった星空では、世界の全てを滅ぼす力を持つ「デビルスター」が強大化し、周辺の星々を襲撃し始めていた。

## 登場キャラクター（キャスト）
詳細はアンパンマンの登場人物一覧を参照。

### レギュラーキャラクター
アンパンマン
声 - 戸田恵子
ばいきんまん
声 - 中尾隆聖
ジャムおじさん
声 - 増岡弘
バタコさん
声 - 佐久間レイ
めいけんチーズ
声 - 山寺宏一
ドキンちゃん
声 - 鶴ひろみ
ホラーマン
声 - 肝付兼太
なぜアンパンマンに勝てないのかと悩むばいきんまんに対し、「勝てないのはお間抜けばいきんまんが操縦しているからなんですね〜！」と罵倒する。
カレーパンマン
声 - 柳沢三千代
しょくぱんまん
声 - 島本須美
メロンパンナ
声 - かないみか
クリームパンダ
声 - 長沢美樹
ドクター・ヒヤリ
声 - 千葉繁
劇場版本編への登場は4年ぶり、3度目（『ヒヤヒヤヒヤリコとばぶばぶばいきんまん』を含めれば4度目、2年連続）。
みみせんせい
声 - 滝沢ロコ
カバオくん
声 - 山寺宏一
ピョン吉
声 - 原えりこ
ウサ子
声 - 中村ひろみ
ちびぞうくん
声 - 坂本千夏
クマ太
ブタお
キーコ
かびるんるん

### ゲストキャラクター
キララ
声 - スザンヌ
ふたご星の妖精で、キラリの妹。星の杖の能力で流れ星を大量に飛ばすのが役目。流れ星を飛ばし過ぎたことが原因でキラリと喧嘩し、アンパンマンワールドに落下してきた。自分たち姉妹のせいで、宇宙に災厄をもたらすデビルスターが活動してしまったことに責任を感じ、キラリとジャイアントだだんだんに乗り込んでデビルスターに特攻する。最後は、自分の心を持ったジャイアントだだんだんにより救出され、こてつちゃんが操縦するロケットで姉妹揃って宇宙に帰っていった。
キラリ
声 - マーガリン
ふたご星の妖精で、キララの姉。星の杖の能力で星を輝かせるのが役目。キララが流れ星を飛ばし過ぎて星の輝きが邪魔されたことで喧嘩になり、キララと共にアンパンマンワールドに落下してきた。その際にドクター・ヒヤリが作っていた心の玉の中に入ってしまい、ギラリとなってしまった。キラリと力を合わせることで、バイキンUFOを跳ね飛ばすほどの光を放出する。
ギラリ
声 - 宮川美保
キラリが心の玉に入ってしまい、変身した姿。ジャイアントだだんだんを操る力を持ち、執拗にキララを狙う。キララとギラリの力を吸収することで、ジャイアントだだんだんはより強力な戦闘形態に進化を遂げる。キララに執着する理由は、キララとキラリの2人で星空に帰りたかったためであり、最後はキララの星の杖の輝きで元に戻った。
クロワッサン王妃
声 - キャサリン
クロワッサン星に住んでいる王妃。

### その他の登場キャラクター
クロワッサン姫
声 - 牧口真幸
クロワッサン王子
クロワッサン星の王様
ゴミラ
声 - 高乃麗
『ゴミラの星』以来8年ぶりの出演で、同作の終盤の展開を反映し、本作ではヤーダ星にいた（『ゴミラの星』のヤーダ姫は本作には登場しない）。
こてつちゃん
声 - 藤井恒久（日本テレビアナウンサー）
『勇気の花がひらくとき』以来10年ぶりの出演となる。
こてつじいさん
声 - 山寺宏一
『勇気の花がひらくとき』以来10年ぶりの出演となる。
前任の北村弘一が2007年10月2日に肺炎で死去したため、本作では山寺宏一がチーズ、カバオ、かまめしどんと一緒に声を担当した。
なお、テレビアニメでは二又一成が担当している。
氷の女王
すなおとこ
声 - 山寺宏一
パイナップルマン
声 - 山寺宏一
パインちゃん
声 - 原えりこ
パイナップルダンサーズ
以上、デビルスターによって動けなくなったキャラクターたち。

## 用語
デビルスター
キララとキラリが作る星の輝きがなくなると現れる、全ての世界を滅ぼす力があるといわれる悪魔の星。常に黒雲と黒い雷を伴っていて、黒い雷に当たると石のように固まってしまう。クロワッサン星や『ゴミラの星』のヤーダ星、鉄の星を全滅させながらアンパンマンワールドに近づいてきた。本体の外見は顔のような姿をした小惑星であり、非常に硬く、アンパンチでもびくともしない。今までの敵と異なり生気が全くないが、自我はあるらしく、近づいてきたアンパンマンを狙って目から電撃を放ったり、攻撃してきたしょくぱんまんたちに対して雷のカウンター攻撃を仕掛けたりする描写がある。あらゆる攻撃を物ともせず、逆に黒い雷でアンパンマンワールドを一方的に蹂躙するも、最後はジャイアントだだんだんに押し戻され、星の輝きを受けたアンパンマンの「スターライトアンパンチ」で粉々になった。

### 乗り物
アンパンマン号
ドキンUFO
ヒヤリUFO

#### バイキンメカ

ジャイアントだだんだん像

バイキンUFO
だだんだん
OPに登場。デザインが新しくなっている。四股を踏んで岩を飛ばすなどしてアンパンマンと戦うがあっという間に倒された。そして修理している際にドクター・ヒヤリに心の玉を取りつけられ、ジャイアントだだんだんとなった。
ジャイアントだだんだん
声 - 原口あきまさ
ドクター・ヒヤリに心の玉を取りつけられ、「心」を持った巨大なだだんだん。そのため、自分で考え、自分で動き、自分で戦うことができる。しかし心の玉にキラリが入ってしまったため、ギラリに操られるようになってしまった。星の妖精のキラリが入ったためにパワーが過剰になって一度は動作不良を起こしたが、ばいきんまんが改造して制御できるようになった上、ギラリの力でさらにパワーアップする。後から背中に取りつけたランドセル型のロケットエンジンで空を飛べる。アームを高速回転させて竜巻を起こし、トリプルパンチをも防ぐ。キララとギラリの杖が重なった時に生じたエネルギーで、右手に雷球を発射する銃、左手に鎖付き鉄球、アンテナからホーミング光弾を発射する、漆黒の悪魔のような姿に進化した。デビルスター戦では非常に硬度の高いデビルスターの一角を切り崩すほどの強力なレーザーも放っている。ギラリがキラリに戻った結果停止したが、キララとキラリの星の杖の輝きで再起動し、本当の自分の意思でデビルスターに立ち向かう二人とアンパンマンを助け、デビルスターを押し戻すも機体にかかる負荷に耐え切れず爆発した。しかしその時生じた光を浴びて、アンパンマンが放った「スターライトアンパンチ」でデビルスターは破壊された。すべてが終わったあと、ジャムおじさんが「本物の心が芽生えたのかもしれない」と言ってさらにアンパンマンたちが夜空を見上げたとき、空にはジャイアントだだんだんが星座となって輝いていた。

## スタッフ
- 原作 - やなせたかし「だだんだんとふたごのほし」（フレーベル館刊）
- 製作 - 松元理人
- 企画 - 堀越徹
- プロデューサー - 柳内一彦、中谷敏夫、吉野朋子、東山将之
- 脚本 - 藤田伸三
- 音楽 - いずみたく、近藤浩章
- 主題歌 - やなせたかし、三木たかし
- キャラクターデザイン・作画監督 - 前田実
- 美術 - 石垣努、小山田有希
- 色彩設計 - 原田幸子
- 撮影 - 白尾仁志
- 編集 - 鶴渕和子、鶴渕允寿
- 音響監督 - 山田知明
- 音楽監督 - 鈴木清司
- 音響効果 - 糸川幸良
- 助監督 - 河村智之
- 文芸担当 - 小野田博之
- 担当プロデューサー - 久保雄輔、岩崎和義
- 監督 - 川越淳
- 原画 - 菖蒲隆彦、増田敏彦、一川孝久、清水健一、阿部純子、他
- アニメーション制作 - 東京ムービー
- 協力 - 読売新聞社
- 協賛 - アサヒ飲料株式会社、アイフルホーム
- 配給 - 東京テアトル、メディアボックス
- 製作 - アンパンマン製作委員会（日本テレビ、VAP、トムス・エンタテインメント、フレーベル館、やなせスタジオ）

## 楽曲
オープニング「アンパンマンのマーチ」
エンディング「勇気りんりん」
作詞：やなせたかし、作曲：三木たかし、歌：ドリーミング
テーマ曲「ふたつの光〜キララとキラリ〜」
作詞：やなせたかし、作曲：ミッシェル・カマ、編曲：坂部剛、歌：ドリーミング
ドリーミングの「ふたつの光」のアレンジ版。原曲の「つきことしらたま〜ときめきダンシング〜」のエンディング「ふたつの光〜つきことしらたま〜」とは歌詞が同じだが、メロディーやリズムが全く違う。
テーマ曲「ダ ダン ダン!」
作詞：やなせたかし、作曲：ミッシェル・カマ、編曲：古賀稔宏、歌：中尾隆聖
本編の主役とも言えるメカ「だだんだん」のテーマソング。なお、この曲は2008年に高知県香美市の香美市立やなせたかし記念館（愛称名・アンパンマンミュージアム）に建造された巨大な銅像「ジャイアントだだんだん」をイメージして作られた（上記画像を参照）。
挿入歌「カンタータ"ふたつの光"」
作詞：やなせたかし、作曲：ミッシェル・カマ、近藤浩章、編曲：近藤浩章、歌：安西康高、遠山敦、永井崇多宏、石塚勇、鈴木洋子、三谷朋世、池原由紀乃、古都井りか

## 制作
監督を務めた川越淳は生前のやなせから、強い光を用いた演出の多用について強く意見を言われたと2016年の「アニメイトタイムズ」とのインタビューの中で振り返っている。川越はこのような演出を多用した理由として本作が初の劇場版『それいけ!アンパンマン』監督作品だったことに加え、『新ゲッターロボ』や『トランスフォーマー スーパーリンク』（いずれも2004年）などロボットアニメの実績があり、そのやり方を取り入れてしまったと話している。

## 反響
川越によると、ロボットアニメ由来の表現技法を入れた結果、高学年の子どもたちには受け入れられた一方、本来のターゲットである幼い子どもたちが怖がったといい、川越は適切な表現技法ではなかったと振り返っている。

## それいけ!アンパンマン ばいきんまんvsバイキンマン!?
『それいけ!アンパンマン だだんだんとふたごの星』の同時上映作品。前作に引き続き、ばいきんまんがメインとなっている。前作4年間連続まで､登場したパン戦士の中でしょくぱんまんとカレーパンマンは本作のみ登場しない。次回作以降はロールパンナを除く､パン戦士の5人が登場する。

### あらすじ
ある日、絵描きのベレちゃんを連れ去ったばいきんまん。バイキン城でアンパンマンをやっつけるかっこいい姿を描かせるが、ドキンちゃんに「所詮はただの絵」「ばいきんまんは絵の中でしか勝てない」と言われてしまう。その言葉に怒ったベレちゃんは不思議な絵筆で描いたばいきんまん･絵バイキンマンを実体化させる。
絵バイキンマンを手下にアンパンマンをやっつけようとするばいきんまんだが、手下という言葉に反発した絵バイキンマンが本物のばいきんまんをバイキン城からたたき出し、バイキン城を改造して乗っ取ってしまう。あの手この手でバイキン城を取り返そうとするばいきんまんだが、すべて失敗してしまう。

### 登場キャラクター（キャスト）

#### レギュラーキャラクター
アンパンマン
声 - 戸田恵子
ばいきんまん
声 - 中尾隆聖
前作に引き続き主役として描かれている。
ジャムおじさん
声 - 増岡弘
バタコさん
声 - 佐久間レイ
めいけんチーズ
声 - 山寺宏一
ドキンちゃん
声 - 鶴ひろみ
しょくぱんまんの絵を描くようベレちゃんを追いかけ回す。
ホラーマン
声 - 肝付兼太
普段他人を怖がらせることは滅多にないが、本作では珍しくベレちゃんを怖がらせた。ドキンちゃんの絵を描くようベレちゃんを追いかけ回す。
カバオくん
声 - 山寺宏一
ピョン吉
声 - 原えりこ
ウサ子
声 - 中村ひろみ
ちびぞうくん
声 - 坂本千夏
かびるんるん
ばいきんまんがバイキン城から追放された後、絵バイキンマンの言いなりになってしまうが、ばいきんまんが罠として差し出したケーキを絵バイキンマンと一緒に喜んで食べていた。

#### ゲストキャラクター
ベレちゃん
声 - 新山千春
2本の絵筆の能力で色々な絵を描ける画家の女の子。赤いベレー帽を被っており、体をベレー帽に納めて移動することができる。2本の絵筆の能力で描いた物を実体化させたり、実体化された物を元の絵に戻したりすることもできる。ドキンちゃんに「ただの絵」と言われたことに怒って絵バイキンマンを絵から出した。語尾に「ベレ」を付け、フランス風の話し方をする。
絵バイキンマン
声 - 山寺宏一
ベレちゃんの絵筆の能力で絵から誕生したばいきんまん。「オレ様バイキンマン」や「バビブベボー」としか喋れない（ただし叫び声は喋れる）が、ばいきんまんには言葉がわかる。また「バビブベボー」と言うことが多く、それを交じえて話すこともある（例：「屁の河童」→「ベボバッバ」、「バイバイキーン」→「バビバビビーン」など）。メカ作りの能力もわがままで甘い物好きでおだてに弱い性格も本物そっくりで、ばいきんまんに手下になるよう言われたのを拒否して争いになり、ばいきんまんをバイキン城から追い出してそのまま乗っ取る。最後はばいきんまんと一致団結してアンパンマンに勝負を挑むがあっさり負け、ベレちゃんの絵筆が当たって本物もろとも絵の中に戻った。エンディングの最後（「おしまい」のコールの後）にも姿を見せる。
おしまいの声
ゲスト声優の新山の娘・小春が担当。「おしまい」のクレジットを読み上げる（上映終了時のテロップが読み上げられるのは本シリーズ初）。

### 乗り物
ドキンUFO

#### バイキンメカ
バイキンUFO
バイキンクレーン車
バイキンUFOの変形メカ。絵バイキンマンに乗っ取られたバイキン城を取り戻すために、穴を開けて入ろうとするが失敗してしまう。
もぐりん
絵バイキンマンに乗っ取られたバイキン城に入るため、バイキンUFOを変形させて地下から侵入するが失敗してしまう。
絵バイキンUFO
絵バイキンマンが作ったUFO。つぎはぎだらけだが本物のバイキンUFOよりも強い。
三角ゴミロボ
声 - 宮川美保
絵バイキンマンがゴミの山から即席で作ったメカ。
四角ゴミロボ
声 - 坂本千夏
ばいきんまんがゴミの山から即席で作ったメカ。三角ロボと戦い、ともにどんどん大きくされていって、最後は組み合ったまま一緒に大爆発した。
黄金バイキンUFO
ばいきんまんと絵バイキンマンがアンパンマンを倒すために協力して作り上げたUFO。その名の通り黄金に輝き、触角の数も5本に増えている。目を輝かせながらアンパンマンを襲ったが、アンパンチ一発で吹っ飛ばされた。

### スタッフ
- 製作 - 松元理人、大島満
- 原作 - やなせたかし「アンパンマンとおえかきベレちゃん」（フレーベル館刊）
- プロデューサー - 柳内一彦、中谷敏夫、吉野朋子、東山将之
- 脚本 - 金春智子
- 音楽 - いずみたく、近藤浩章
- キャラクターデザイン - 前田実
- 作画監督 - 星名靖男
- 美術監督 - 光元博行
- 色彩設計 - 平山礼子
- 撮影監督 - 川田敏寛
- 編集 - 鶴淵允寿、鶴淵和子
- 音響監督 - 山田知明
- 音楽監督 - 鈴木清司
- 音響効果 - 糸川幸良
- 演出 - 山内東生雄
- 文芸担当 - 小野田博之
- 担当プロデューサー - 久保雄輔、岩崎和義
- 監督 - 矢野博之
- アニメーション制作 - 東京ムービー
- 製作 - バップ
- 制作協力 - The Answer studio
- 協力 - 読売新聞社

### 楽曲
いずれも原曲は「アンパンマン絵かきうた」。
オープニング「おえかきベレちゃん」
作詞：やなせたかし、作曲：いずみたく、編曲：中山聡、歌：新山千春（ベレちゃん）・新山小春
エンディング「アンパンマンの絵かきうた〜ばいきんまんの絵かきうた」
作詞：やなせたかし、作曲：いずみたく、編曲：近藤浩章、歌：戸田恵子（アンパンマン）、中尾隆聖（ばいきんまん）、コーラス：ドリーミング、増岡弘（ジャムおじさん）、佐久間レイ（バタコさん）、山寺宏一（めいけんチーズ）、鶴ひろみ（ドキンちゃん）、肝付兼太（ホラーマン）
映像はキャンバスにアンパンマンやばいきんまんの絵が描かれるという、曲通り（作品通り）の内容。なお、クレジットが終わる前に「おしまい」がキャンバスに表示される（しかも製作会社の表示が残る）。
なお、過去の劇場同時上映作品『ドキンちゃんのドキドキカレンダー』で、ばいきんまんは自分の絵かき歌が無いことを悔しがっていた。OVAでは約10年前に発表されていたが、時を経てようやく夢の一つが叶ったということになる。
挿入歌「いくぞ!ばいきんまん（メロディー入りカラオケ）」
作詞：やなせたかし、作曲：いずみたく、編曲：近藤浩章

## その他
- 日本テレビ（関東）での前年公開劇場版放送は2008年・2009年と2年続けて1時間版に編集され16時からの拡大版で放送されていたが、本作は分割して放送された（2010年7月9日[3]・16日[4]）。